# Équipe du Canada de hockey sur glace à la Coupe du monde 2004
Durant la Coupe du monde de hockey sur glace 2004, l'équipe du Canada de hockey sur glace a réalisé un tournoi parfait. Elle n'a connu aucune défaite et n'a même jamais dû combler un retard durant un match.

## Résultats du tournoi

### Ronde préliminaire
En ronde préliminaire, l'équipe Canada a affronté: les États-Unis, la Slovaquie et la Russie.
|            | PJ | V | D | N | DP | BP | BC | Pts |
| ---------- | -- | - | - | - | -- | -- | -- | --- |
| Canada     | 3  | 3 | 0 | 0 | 0  | 10 | 3  | 6   |
| Russie     | 3  | 2 | 1 | 0 | 0  | 9  | 6  | 4   |
| États-Unis | 3  | 1 | 2 | 0 | 0  | 5  | 6  | 2   |
| Slovaquie  | 3  | 0 | 3 | 0 | 0  | 4  | 12 | 0   |

- États-Unis 1 - 2 Canada
- Slovaquie 1 - 5 Canada
- Russie 1 - 3 Canada

### Tour éliminatoire
- Quart de finale: Canada 5 - 0 Slovaquie
- Demi-finale: Canada 4 - 3 République Tchèque (victoire en prolongation)
- Finale : Canada 3 - 2 Finlande

## Composition de l'équipe
| Position       | Nom                | Buts | Aides | Points | Commentaire                            |
| -------------- | ------------------ | ---- | ----- | ------ | -------------------------------------- |
| Gardien de but | Martin Brodeur     |      |       |        | A remporté le prix du meilleur gardien |
| Gardien de but | Roberto Luongo     |      |       |        |                                        |
| Gardien de but | José Théodore      |      |       |        |                                        |
| Défenseur      | Jay Bouwmeester    | 0    | 0     | 0      |                                        |
| Défenseur      | Eric Brewer        | 1    | 3     | 4      |                                        |
| Défenseur      | Adam Foote         | 0    | 2     | 2      |                                        |
| Défenseur      | Scott Hannan       | 0    | 1     | 1      |                                        |
| Défenseur      | Ed Jovanovski      | 0    | 0     | 0      |                                        |
| Défenseur      | Scott Niedermayer  | 1    | 1     | 2      |                                        |
| Défenseur      | Chris Pronger      | 0    | 0     | 0      |                                        |
| Défenseur      | Wade Redden        | 0    | 1     | 1      |                                        |
| Défenseur      | Robyn Regehr       | 0    | 0     | 0      |                                        |
| Ailier gauche  | Simon Gagné        | 1    | 1     | 2      |                                        |
| Ailier gauche  | Kirk Maltby        | 0    | 0     | 0      |                                        |
| Ailier gauche  | Brenden Morrow     | 0    | 0     | 0      |                                        |
| Ailier gauche  | Ryan Smyth         | 3    | 1     | 4      |                                        |
| Ailier droit   | Dany Heatley       | 0    | 2     | 2      |                                        |
| Ailier droit   | Jarome Iginla      | 2    | 1     | 3      | Assistant-capitaine                    |
| Ailier droit   | Martin St-Louis    | 2    | 2     | 4      |                                        |
| Centre         | Shane Doan         | 1    | 1     | 2      |                                        |
| Centre         | Kris Draper        | 2    | 2     | 4      |                                        |
| Centre         | Vincent Lecavalier | 2    | 5     | 7      | A remporté le prix du meilleur joueur  |
| Centre         | Mario Lemieux      | 1    | 4     | 5      | Capitaine                              |
| Centre         | Patrick Marleau    | 0    | 0     | 0      |                                        |
| Centre         | Brad Richards      | 1    | 3     | 4      |                                        |
| Centre         | Joe Sakic          | 4    | 2     | 6      | Assistant-capitaine                    |
| Centre         | Joe Thornton       | 1    | 4     | 5      |                                        |